# Прилежаєва Марія Павлівна
Прилежаєва Марія Павлівна (1903 — 1989) — російська радянська дитяча письменниця. Автор книг про життя та діяльність В. І. Леніна, М. І. Калініна. Твори письменниці були перекладені на багато мов світу та вивчались школярами не лише Радянського Союзу, а й інших соціалістичних країн.

## Біографія
Марія Прилежаєва народилась 9 червня 1903 року в Ярославлі, деякий час проживала в місті Александрове, Володимирської області, де закінчила курс жіночої гімназії (цей період життя було відображено в автобіографічній книзі «Зелена гілка травня»). Закінчила педагогічний факультет Другого Московського університету (1929). Працювала вчителем та вихователем у дитячому будинку.
З 1937 року займалась літературною працею, яку розглядала як внесок у комуністичне виховання молоді. Член КПРС з 1952 року. Член правління СП СРСР з 1967 р.
М. П. Прилежаєва померла 10 квітня 1989 року.

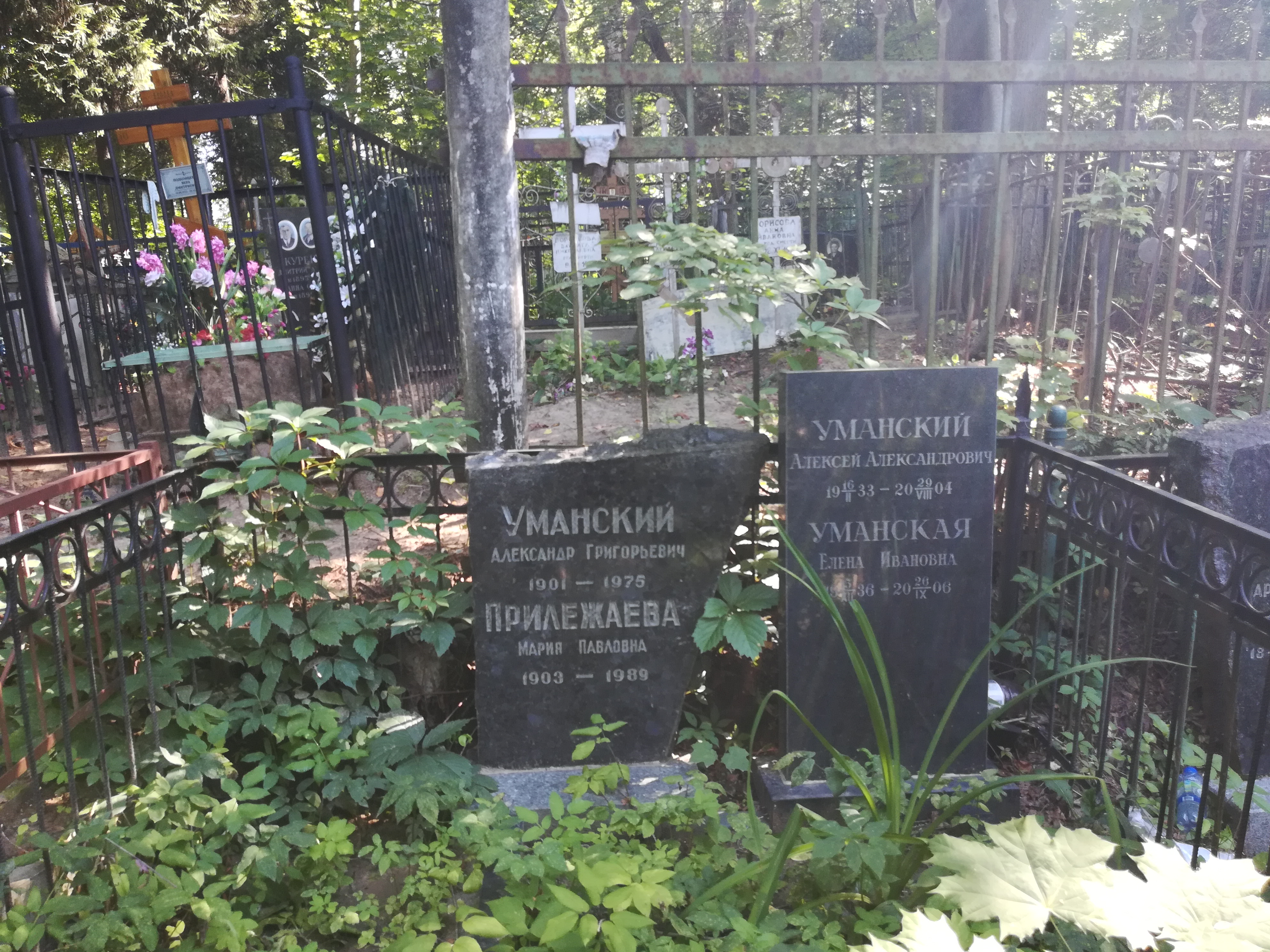

Похоронена на Переделкінському кладовище.

## Нагороди
- Державна премія РРФСР імені Н. К. Крупської (1971) — за книгу «Життя Леніна» (1970)
- премія Ленінського комсомолу (1983) — за написання високохудожніх творів для дітей та юнацтва.
- орден Леніна
- орден Трудового Червоного Прапору
- орден "Знак Пошани"
- медалі

## Критика
|   | Прилежаєва прагнула до здійснення принципів соціалістичного реалізму, особливо в тому, що стосується виховання в дусі партії та зображення позитивного героя. Слідуючи заданій схемі, вона завжди дає примітивну, далеку від реальності картину життя від кінця минулого століття до сучасності, виконану з банальним розмахом, повну надуманих конфліктів. |
| — | |